# アブデル・ラーマン・エル＝バシャ
アブデル・ラーマン・エル＝バシャ（عبد الرحمن الباشا, Abdel Rahman El Bacha, 1958年10月23日 - ）は、アラブ系レバノン人のピアニスト・作曲家。

## 生涯
日本語ではアブデル・ラハマン・エル＝バシャとも表記され、ラテン文字でもAbdel Rahman El BashaやAbdel Rachman El Bachaなどの表記がある。
ベイルートにて芸術家の家庭に生まれる。母親は民謡歌手、父親は西洋音楽にも造詣の深いポピュラー音楽の作曲家。おじは有名な画家であるという。1967年にツヴァルト・サルキシアン（Zvart Sarkissian）にピアノを師事。（サルキシアンはパリ音楽院でマルグリット・ロンやジャック・フェヴリエに学んだアルメニア人のピアニストであった。） 10歳でクラウディオ・アラウに将来を嘱望され、1974年よりフランスやソ連、イギリスの各国政府より奨学金を授与するとの申告を受ける。少年時代よりフランス語学校に通ってフランス文化に親近感があったことから、パリ音楽院に入学、ピアノ科のほかにピエール・サンカンの作曲科にも学び、ピアノ、室内楽、和声法、対位法の4科で首席をとった。
1978年6月に、ブリュッセル国際エリザベト王妃コンクールにおいて世界の桧舞台に登場し、19歳にして全会一致で優勝、聴衆賞も授与された。しかし、すぐに演奏活動には着手せず、数年間を費やして、さらなる研鑽を積み重ね、レパートリーを広げることに没頭した。その後は、ザルツブルク・モーツァルテウムやパリ・シャンゼリゼ劇場でのリサイタルや、ベルリン・フィルハーモニー管弦楽団やアムステルダム・コンセルトヘボウ管弦楽団との共演を皮切りに、ヨーロッパ各地やロシア、日本（初来日は1980年）、中東、米国、中南米で演奏旅行を行なっている。世界各地の主要なオーケストラに客演し、これまでにベルリン・フィルハーモニー管弦楽団やロイヤル・フィルハーモニー管弦楽団、パリ管弦楽団、NHK交響楽団、スイス・ロマンド管弦楽団などと共演。
日本では非常にフットワークの軽い人物で、スタジオ・ルンデや地方の小ホールの招聘にもすぐ応じるため、音楽事務所よりも聴衆の支持を受けてきた存在である。

## ディスコグラフィー
レパートリーは幅広く、約60のピアノ協奏曲のほか、バッハ、モーツァルト、ベートーヴェン、シューベルト、シューマン、ショパン、ラフマニノフ、シェーンベルク、ラヴェル、ウェーベルン、プロコフィエフ、ビシャーラ・エル＝コーリーなど。1983年にフォルラーヌ・レーベルでプロコフィエフの初期作品を録音、これによりシャルル・クロ・アカデミー大賞を獲得。授賞式ではプロコフィエフ未亡人が賞を手渡した。このほかに、同レーベルには、バッハやラヴェルの協奏曲のほか、シューマン、ラヴェル、シューベルトの作品集、ベートーヴェンのピアノ・ソナタ全曲を録音する。
エヴァ・ポドレスとの共演によるショパンの歌曲集の録音は、ディスク・リリック・アカデミーよりジェラルド・ムーア賞（最優秀伴奏者賞）を授与された。ショパンのピアノ曲を作曲年代順に全曲録音している。2002年3月にはナントで、6日間で16回の連続リサイタルを行い、ショパンの独奏曲すべてを暗譜で演奏。この企画は、翌2003年7月のロック＝ダンテロン音楽祭や、同年ポルトガルでのシントラ音楽祭、アヴィニョンでの15回連続リサイタルにおいても行われた。指揮者シュテファン・ザンデルリングとブルターニュ管弦楽団と共演して、ショパンのピアノとオーケストラのための作品全集を録音し、2枚組のCDとして発売された。2004年9月に、大野和士の指揮とベルギー・モネ歌劇場管弦楽団との共演により、ブリュッセルでプロコフィエフのピアノ協奏曲を全曲録音した。
現在はTRITONへバッハの平均律を録音し、華麗な難曲は手掛けなくなったものの、活動は継続している。

## プライベート
フランス文化省とレバノン大統領から叙勲された。フランスのラヴェルの生家近くに長年にわたって居住後、2012年現在はスイス在住である。未成年の頃からフランス滞在を続けているため、レバノンとフランスの両方の国籍をもっている。